# Breakin' All the Rules
Breakin' All the Rules (Brasil: Quebrando as Regras
 / Portugal: Fora Todas as Regras) é um filme de comédia produzido nos Estados Unidos, dirigido e escrito por Daniel Taplitz, e lançado em 2004.